# Manly Wade Wellman
Manly Wade Wellman (Kamundongo, 21 maggio 1903 – Chapel Hill, 5 aprile 1986) è stato uno scrittore statunitense di letteratura fantastica.

## Biografia
Nato e cresciuto in Angola, allora colonia portoghese, completò i suoi studi dopo il rientro della famiglia negli USA, muovendosi tra Washington, Salt Lake City (in Utah), Wichita (in Kansas), per laurearsi infine in giurisprudenza presso la Columbia University. Si dedicò in seguito alla narrativa fantastica, spaziando dalla fantascienza al fantasy, oltre ad approfondire lo studio del folclore dei nativi americani, della musica tradizionale e della storia della Guerra civile americana. Servì come tenente durante la Seconda guerra mondiale. Risiedette per gran parte della sua vita nella Carolina del Nord, prima a Pine Bluff e poi a Chapel Hill, dove morì per i postumi di una caduta nel 1986.

## Carriera letteraria
Scrittore prolifico, attivo in vari generi letterari, pubblicò il suo primo racconto a 24 anni su Weird Tales, per proseguire con una vasta produzione; all'interno dei suoi scritti trovano menzione speciale il Ciclo del Giudice Pursuivant (6 racconti, 1938-1982), il Ciclo del Professor Nathan Enderby (1939), il Ciclo di John the Balladeer e soprattutto il Ciclo di John Thunstone (19 racconti, 1943-1985). Molte delle sue opere horror e fantastiche sono ambientate sui Monti Appalachi, e sono legate al folklore indiano.
Ricevette numerosi premi e riconoscimenti per i suoi racconti ed alla carriera, come lo Edgar Allan Poe Award per la saggistica (nel 1955), il World Fantasy Award (nel 1975, nel 1980 e nel 1985), ed il prestigioso Ellery Queen's Mystery Magazine Award (nel 1946).

## Stile
Sono notevoli le influenze "magiche" del folklore tradizionale degli Ozarks e degli Appalachi.
I suoi personaggi sono spesso "Indagatori dell'Occulto", che si trovano a dover affrontare case infestate e antiche maledizioni; nei cicli collegati del "Giudice Pursuivant" e di "John Thunstone" appaiono frequentemente due armi magiche, le spade di San Dunstan, cruciali nella lotta contro le entità misteriose con cui i due protagonisti si confrontano.

## Opere
Per ogni testo si indica la prima edizione nell'originale inglese e l'eventuale prima traduzione in lingua italiana. Le serie di romanzi e racconti interconnessi sono elencate cronologicamente, in base alla data di pubblicazione del primo episodio di ogni ciclo.

### Jack Stillwell
Due racconti mai riuniti in volume tematico.
- "When Planets Clashed", nella rivista Wonder Stories Quarterly vol. 2 n. 3, Primavera 1931.
- "The Disc-Men of Jupiter", nella rivista Wonder Stories, Settembre 1931.

### Giudice Keith Hilary Pursuivant
Due novelle e due racconti pubblicati per la prima volta sotto lo pseudonimo di Gans T. Field e riuniti in volume nella raccolta Lonely Vigils, Carcosa, 1981.
- E i vellosi danzeranno (The Hairy Ones Shall Dance), serializzato in tre puntate nella rivista Weird Tales vol. 31 n. 1, 2 e 3, Gennaio Febbraio e Marzo 1938. Traduzione di Gianni Pilo nell'antologia Lupi mannari!, a cura di Stephen Jones, I Nuovi Best-seller 40, Newton & Compton, 9 Ottobre 1997.
- Il dramma nero (The Black Drama), serializzato in tre puntate nella rivista Weird Tales vol. 31 n. 6 e vol. 32 n. 1 e 2, Giugno Luglio e Agosto 1938. Traduzione di Gianni Pilo nell'antologia Terrore!, a cura di Stephen Jones, I Nuovi Best-seller 24, Newton & Compton, 12 Settembre 1996.
- "The Dreadful Rabbits", nella rivista Weird Tales vol. 35 n. 4, Luglio 1940.
- "Condominio con lo spettro" ("The Half-Haunted"), nella rivista Weird Tales vol. 36 n. 1, Settembre 1941. Traduzione di Nuccia Agazzi e Maria Basaglia, nell'antologia I Classici del sovrannaturale, a cura di Kurt Singer, I Marmi 66, Longanesi & C., 1971.

### John Thunstone
La serie era composta originariamente da quindici racconti riuniti in volume nella raccolta Lonely Vigils, Carcosa, 1981.
- "The Third Cry to Legba", nella rivista Weird Tales vol. 37 n. 2, Novembre 1943.
- "The Golden Goblins", nella rivista Weird Tales vol. 37 n. 3, Gennaio 1944.
- "Hoofs", nella rivista Weird Tales vol. 37 n. 4, Marzo 1944.
- "The Letters of Cold Fire", nella rivista Weird Tales vol. 37 n. 5, Maggio 1944.
- "John Thunstone's Inheritance", nella rivista Weird Tales vol. 37 n. 6, Luglio 1944.
- "Sorcery from Thule", nella rivista Weird Tales vol. 38 n. 1, Settembre 1944.
- "Mano d'uomo morto" ("The Dead Man's Hand"), nella rivista Weird Tales vol. 38 n. 2, Novembre 1944. Traduzione di Giuseppe Lippi, nell'antologia Avventure nell'occulto, a cura di Isaac Asimov, Oscar Narrativa 1307, Arnoldo Mondadori Editore, 1993.
- "Thorne on the Threshold", nella rivista Weird Tales vol. 38 n. 3, Gennaio 1945.
- "The Shonokins", nella rivista Weird Tales vol. 38 n. 4, Marzo 1945.
- "Blood from a Stone", nella rivista Weird Tales vol. 38 n. 5, Maggio 1945.
- "The Dai Sword", nella rivista Weird Tales vol. 38 n. 6, Luglio 1945.
- "Twice Cursed", nella rivista Weird Tales vol. 39 n. 4, Marzo 1946.
- "Shonokin Town", nella rivista Weird Tales vol. 39 n. 6, Luglio 1946.
- "Il "rondache" di Leonardo" ("The Leonardo Rondache"), nella rivista Weird Tales vol. 40 n. 3, Marzo 1948. Traduzione di Gianni Pilo e Daniela Galdo, nell'antologia La valle degli assassini, Il Meglio di Weird Tales 1, Fanucci Editore, 1987.
- "The Last Grave of Lill Warren", nella rivista Weird Tales vol. 43 n. 4, Maggio 1951.

A seguito della pubblicazione della raccolta, Wellman riprese la serie con un sedicesimo racconto:
- "Il dormiente nel cerchio" ("Rouse Him Not"), nella rivista Kadath n. 5, anno 1982.Traduzione di Gianni Montanari, nell'antologia Investigatori dell'occulto 11 indagini nel soprannaturale, Biblioteca Universale Rizzoli 781, Rizzoli, 1990.

Infine, l'autore ha dedicato al personaggio anche una dilogia di romanzi:
1. Non svegliare il Gram che dorme (What Dreams May Come), Doubleday, 1983. Traduzione di Beata Della Frattina, Urania 1005, Arnoldo Mondadori Editore, 15 settembre 1985.
2. The School of Darkness, Doubleday, 1985.

I sedici racconti e i due romanzi sono stati riuniti per la prima volta nell'omnibus The Complete John Thunstone, Haffner Press, 2012.

### Sergente Jaeger
Una novella e un racconto riuniti in volume nella raccolta Worse Things Waiting, Carcosa, 1973.
- Fearful Rock, serializzato in tre puntate nella rivista Weird Tales vol. 33 n. 2, 3 e 4, Febbraio Marzo e Aprile 1939.
- "Coven", nella rivista Weird Tales vol. 36 n. 6, Luglio 1942.

### Hok
Una novella, sei racconti e un testo incompiuto composti in ordine anacronico e riuniti secondo la cronologia interna nella raccolta tematica Battle in the Dawn: The Complete Hok the Mighty, Planet Stories 30, Paizo Publishing, 2011.
- "Battle in the Dawn", nella rivista Amazing Stories vol. 13 n. 1, Gennaio 1939.
- "Hok Goes to Atlantis", nella rivista Amazing Stories vol. 13 n. 12, Dicembre 1939.
- "Hok Draws the Bow", nella rivista Amazing Stories vol. 14 n. 5, Maggio 1940.
- "Hok and the Gift of Heaven", nella rivista Amazing Stories vol. 15 n. 3, Marzo 1941.
- Hok Visits the Land of Legends, nella rivista Fantastic Adventures vol. 4 n. 4, Aprile 1942.
- "The Love of Oloana", proposto e rifiutato dalla rivista Spicy-Adventure Stories nel 1935.
- "The Day of the Conquerors", nella rivista Thrilling Wonder Stories vol. XV n. 1, Gennaio 1940.
- Un frammento senza titolo, in appendice all'antologia Echoes of Valor II, a cura di Karl Edward Wagner, Tor Books, 1989.

### Universo di Sherlock Holmes
Wellman ha composto un racconto apocrifo con protagonista Sherlock Holmes, il personaggio di pubblico dominio creato da Sir Arthur Conan Doyle:
- "But Our Hero Was Not Dead", nella rivista Argosy vol. 309 n. 6, 9 agosto 1941.

In seguito, l'autore ha sviluppato un'interpretazione fantastica delle avventure di Holmes con i racconti cross-over fra tale saga e il romanzo La guerra dei mondi (cfr. sotto).

### Capitan Futuro
Wellman ha composto un romanzo della serie di Capitan Futuro, un supereroe creato nel 1939 dai due curatori editoriali Mort Weisinger e Leo Margulies e protagonista fino al 1951 di una saga scritta quasi completamente da Edmond Hamilton.
- The Solar Invasion, nella rivista Startling Stories vol. 14 n. 2, Autunno 1946; prima edizione in volume Popular Library, 1968.

### Johnthe Balladeer
La serie consiste di ventotto racconti (di cui diciassette pienamente autoconclusivi e undici articolabili in due sequenze interconnesse), cinque romanzi e la sinossi incompiuta di un sesto romanzo, riuniti per la prima volta in The Complete John the Balladeer, 2 vol., Haffner Press, 2023.

#### Racconti
Il nucleo originario della saga consiste di undici racconti pubblicati su rivista negli anni Cinquanta e poi riuniti nella raccolta tematica Who Fears the Devil?, Arkham House, 1963.
- "Oh, uccellaccio!" ("O Ugly Bird!"), nella rivista The Magazine of Fantasy and Science Fiction vol. 2 n. 6, Dicembre 1951. Traduzione di Annarita Guarnieri, nella rivista Fantasy & ScienceFiction - Edizione Italiana n. 12, Elara Libri, Giugno 2015.
- "The Desrick on Yandro", nella rivista The Magazine of Fantasy and Science Fiction vol. 3 n. 3, Giugno 1952.
- "Vandy, Vandy" ("Vandy, Vandy"), nella rivista The Magazine of Fantasy and Science Fiction vol. 4 n. 3, Marzo 1953. Traduzione di Grazia Alineri, nell'antologia Il colore del male, a cura di David G. Hartwell, Le Grandi Antologie dell'Horror 1, Armenia Editore, 1989.
- "One Other", nella rivista The Magazine of Fantasy and Science Fiction vol. 5 n. 2, Agosto 1953.
- "Dumb Supper" o "Call Me from the Valley", nella rivista The Magazine of Fantasy and Science Fiction vol. 6 n. 3, Marzo 1954.
- "Il piccolo treno nero" ("The Little Black Train"), nella rivista The Magazine of Fantasy and Science Fiction vol. 7 n. 2, Agosto 1954. Traduzione di Marina Cornara, nell'antologia Tenebra antica e altre storie dell'orrore dal «Magazine of Fantasy & SF», a cura di Edward L. Ferman e Anne Devereaux Jordan, Oscar Horror 18, Arnoldo Mondadori Editore, 1992.
- "Shiver in the Pines", nella rivista The Magazine of Fantasy and Science Fiction vol. 8 n. 2, Febbraio 1955.
- "Walk Like a Mountain", nella rivista The Magazine of Fantasy and Science Fiction vol. 8 n. 6, Giugno 1955.
- "On the Hills and Everywhere", nella rivista The Magazine of Fantasy and Science Fiction vol. 10 n. 1, Gennaio 1956.
- "Old Devlins Was A-Waiting", nella rivista The Magazine of Fantasy and Science Fiction vol. 12 n. 2, Febbraio 1957.
- "Nine Yards of Other Cloth", nella rivista The Magazine of Fantasy and Science Fiction vol. 15 n. 5, Novembre 1958.

Inoltre l'autore realizzò anche una sequenza di sette bozzetti interconnessi intitolata Wonder as I Wander e apparsa sulla rivista The Magazine of Fantasy and Science Fiction vol. 22 n. 3, Marzo 1962.
- "Then I Wasn't Alone"
- "You Know The Tale of Hoph"
- "Find The Place Yourself"
- "The Stars Down There"
- "Blue Monkey"
- "I Can't Claim That"
- "Who Else Could I Count On?"

Nella raccolta tematica Who Fears the Devil?, gli episodi della sequenza Wonder as I Wander vennero disposti come interludi fra gli undici episodi principali, e l'autore colmò le ellissi temporali rimanenti componendo ex novo una seconda sequenza di quattro bozzetti, intitolata Farther Down the Trail:
- "John's My Name"
- "Why They're Named That"
- "None Wiser For The Trip"
- "Nary Spell"

Nella sua vecchiaia, infine, Wellman compose altri sei racconti, riuniti ai precedenti ventidue nella raccolta postuma John the Balladeer, Baen Books, 1988.
- "Trill Coster's Burden", nella rivista Whispers II, Agosto 1978.
- "The Spring", nell'antologia Shadows 2, a cura di Charles L. Grant, Doubleday, 1979.
- "Owls Hoot in the Daytime", nell'antologia Dark Forces, a cura di Kirby McCauley, The Viking Press, 1980.
- "Can These Bones Live?", nella rivista Sorcerer's Apprentice 11, Estate 1981.
- "Nobody Ever Goes There", nell'antologia Weird Tales 3, a cura di Lin Carter, Zebra Books, 1981.
- "Where Did She Wander?", nella rivista Whispers VI, Luglio 1987.

#### Romanzi
1. The Old Gods Waken, Doubleday, 1979.
2. After Dark, Doubleday, 1980.
3. The Lost and the Lurking, Doubleday, 1981.
4. The Hanging Stones, Doubleday, 1982.
5. The Voice of the Mountain, Doubleday, 1984.

Wellman progettò ma non riuscì a comporre anche un sesto romanzo initolato The Valley So Low; di tale opera esiste solo una sinossi generale pubblicata postuma in The Complete John the Balladeer, vol. 2, Haffner Press, 2023.

### Iron Scouts
1. The Ghost Battalion: A Story of the Iron Scouts, Ives Washburn, 1958.
2. Ride, Rebels!: Adventures of the Iron Scouts, Ives Washburn, 1959.
3. Appomattox Road: Final Adventures of the Iron Scouts, Ives Washburn, 1960.

### La guerra dei mondidiSherlock Holmes
Wellman ha composto con suo figlio Wade Wellman un ciclo di sei racconti spin-off del romanzo La guerra dei mondi di H. G. Wells, i cui personaggi principali sono Sherlock Holmes e il professor Challenger creati da Arthur Conan Doyle (il che configura l'opera come un crossover). Gli autori hanno sistematizzato i sei episodi nel romanzo fix-up La guerra dei mondi di Sherlock Holmes (Sherlock Holmes's War of the Worlds), Warner Books, 1975; traduzione di Laura Serra, Urania 885, Arnoldo Mondadori Editore, 26 Aprile 1981.
- "Riunione a Baker Street" ("The Adventure of the Crystal Egg"), composto per l'edizione in volume.
- "Un passo indietro" ("Sherlock Holmes Versus Mars"), nella rivista The Magazine of Fantasy and Science Fiction vol. 48 n. 5, Maggio 1975.
- "Il segreto dell'invasore" ("George E. Challenger Versus Mars"), composto per l'edizione in volume.
- "Holmes e Challenger si preparano al peggio" ("The Adventure of the Martian Client"), nella rivista The Magazine of Fantasy and Science Fiction vol. 37 n. 6, Dicembre 1969.
- "Invasione!" ("Venus, Mars, and Baker Street"), nella rivista The Magazine of Fantasy and Science Fiction vol. 42 n. 3, Marzo 1972.
- "Appendix: A Letter from Dr. Watson", composto per l'edizione in volume. Tagliato dalla prima edizione italiana.

### Appalachia Meridionale
Sei racconti riuniti mai riuniti in volume tematico; cinque di essi sono confluiti in The Valley So Low: Southern Mountain Stories, Doubleday, 1987.
- "Dead Man's Chair", nella rivista The Magazine of Fantasy and Science Fiction vol. 45 n. 4, Ottobre 1973.
- "Il posto di Goodman" ("Goodman's Place"), nella rivista The Magazine of Fantasy and Science Fiction vol. 47 n. 3, Settembre 1974. Traduzione di Rosella Sanità, in appendice al romanzo L'arma dei Walbrook di Ron Goulart, Urania 700, Arnoldo Mondadori Editore, 4 Luglio 1976.
- "The Ghastly Priest Doth Reign", nella rivista The Magazine of Fantasy and Science Fiction vol. 48 n. 3, Marzo 1975.
- "Dove s'arrampica il caprifoglio" ("Where the Woodbine Twineth"), nella rivista The Magazine of Fantasy and Science Fiction vol. 51 n. 4, Ottobre 1976. Traduzione di G. Rosella Sanità e Beata Della Frattina, nell'antologia Il dilemma di Benedetto XVI, Urania 745, Arnoldo Mondadori Editore, 26 Marzo 1978.
- "l guardiano" ("Caretaker"), nella rivista The Magazine of Fantasy and Science Fiction vol. 53 n. 4, Ottobre 1977. Traduzione di Maria Emilia Piccone, in appendice al romanzo Il pianeta degli schiavi di Laurence M. Janifer, Urania 760, Arnoldo Mondadori Editore, 22 Ottobre 1978.
- "Hundred Years Gone", nella rivista The Magazine of Fantasy and Science Fiction vol. 54 n. 3, Marzo 1978.

### Lee Cobbett
Quattro racconti riuniti per la prima volta nella raccolta tematica The Third Cry to Legba and Other Invocations: The John Thunstone & Lee Cobbett Stories, Night Shade Books, 2000; tre su quattro erano già stati riuniti in The Valley So Low: Southern Mountain Stories, Doubleday, 1987.
- "A Witch for All Seasons", nella rivista Witchcraft & Sorcery 9, anno 1973.
- "The Beasts That Perish", nella rivista Whispers 6-7, Giugno 1976.
- "The Dakwa", nell'antologia Whispers: An Anthology of Fantasy and Horror, a cura di Stuart David Schiff, Doubelday, 1977.
- "Willow He Walk", nell'antologia World Fantasy 1983: Sixty Years of Weird Tales, a cura di Robert Weinberg, Weird Tales, Ltd., 1983.

### Kardios
Il nucleo principale della serie consiste di cinque racconti riuniti postumi nell'antologia tematica Heroes of Atlantis and Lemuria, a cura di D. M. Ritzlin, DMR Books, 2019.
- "L'Esule da Atlantide" ("Straggler from Atlantis"), nell'antologia Swords Against Darkness, a cura di Andrew J. Offutt, Zebra Books, 1977. Traduzione di Iva Guglielmi e Gianni Pilo, nell'antologia Giganti, a cura di Isaac Asimov, Martin H. Greenberg e Charles G. Waugh, I Magici Mondi di Asimov 1, Fanucci Editore, 1987.
- "The Dweller in the Temple", nell'antologia Swords Against Darkness II, a cura di Andrew J. Offutt, Zebra Books, 1977.
- "The Guest of Dzinganji", nell'antologia Swords Against Darkness III, a cura di Andrew J. Offutt, Zebra Books, 1978.
- "The Edge of the World", nell'antologia Swords Against Darkness IV, a cura di Andrew J. Offutt, Zebra Books, 1979.
- "L'avventuriero nella fortezza" ("The Seeker in the Fortress"), nell'antologia Heroic Fantasy, a cura di Gerald W. Page e Hank Reinhardt, DAW Collectors 334, DAW Books, 1979. Traduzione di Serenella Antonucci e Cristiana Lopi, nell'antologia Maghi, a cura di Isaac Asimov, Martin H. Greenberg e Charles G. Waugh, I Magici Mondi di Asimov 5, Fanucci Editore, 1989.

Un sesto racconto pressoché perduto è stato ristampato per la prima volta nell'antologia Renegade Swords, a cura di D. M. Ritzlin, DMR Books, 2020.
- "The Slaughter of the Gods", nell'antologia Heroic Visions II, a cura di Jessica Amanda Salmonson, Ace Books, 1986.

### Romanzi e novelle autoconclusivi

#### Opere per pubblico adulto
- Nuisance Value, serializzato in due puntate nella rivista Astounding Science-Fiction vol. 22 n. 4 e n. 5, Dicembre 1938 e Gennaio 1939; prima edizione in volume reintitolata The Dark Destroyers, Avalon Books, 1959.
- I giganti dell'eternità (Giants from Eternity), nella rivista Startling Stories di Luglio 1939; prima edizione in volume Avalon Books, 1959. Traduzione di Giulio Del Papa, Gli Esploratori dello Spazio. Fantascienza 3, Editrice Romana Periodici, 1 Febbraio 1962.
- West Point 3000 A.D., serializzato in due puntate nella rivista Amazing Stories vol. 14 n. 11 e 12, Novembre e Dicembre 1940; prima edizione in volume nella raccolta West Point 3000 A.D. and The Invading Asteroid, Pulpville Press, 2012.
- Due volte nel tempo (Twice in Time), nella rivista Startling Stories di Maggio 1940; prima edizione in volume Avalon Books, 1957. Traduzione di Vanna Lombardi, Galassia 5, Casa Editrice La Tribuna, 15 Maggio/15 Giugno 1961.
- Sojarr of Titan, nella rivista Startling Stories di Marzo 1941; prima edizione in volume Crestwood Publishing Co., 1949.
- Strangers on the Heights, nella rivista Startling Stories Estate 1944; prima edizione in volume nel tomo doppio Strangers on the Heights, Night Shade Books, 2004.
- The Timeless Tomorrow, nella rivista Thrilling Wonder Stories vol. XXI n. 2, Dicembre 1947; prima edizione in volume nel volume doppio Twice in Time, Baen Books, 1988.
- A Double Life, Century Publications, 1947. Novellizzazione del film Doppia vita sceneggiato da Ruth Gordon e Garson Kanin.
- Find My Killer, Farrar, Straus, 1947.
- The Beasts from Beyond, World Distributors / Sydney Pemberton, 1950.
- Candle of the Wicked, G. P. Putnam's Sons, 1960.
- 1990 salviamo la Terra! (Island in the Sky), Avalon Books, 1961. Traduzione di F. Jachino, I Romanzi del Cosmo 99, Ponzoni Editore, 15 maggio 1962.
- The Beyonders, Warner Books, 1977.
- Cahena: A Dream of the Past, Doubleday, 1986.

#### Opere per pubblico adolescente
- The Sleuth Patrol, Thomas Nelson & Sons, 1947.
- The Mystery of Lost Valley, Thomas Nelson & Sons, 1948.
- The Raiders of Beaver Lake, Thomas Nelson & Sons, 1950.
- The Haunts of Drowning Creek, Holiday House, 1951.
- Wild Dogs of Drowning Creek, Holiday House, 1952.
- The Last Mammoth, Holiday House, 1953.
- Rebel Mail Runner, Holiday House, 1954.
- Gray Riders: Jeb Stuart and His Men, American Heritage, Aladdin Books, 1954.
- Flag on the Levee, Ives Washburn, 1955.
- Fort Sun Dance, Dell Publishing, 1955.
- To Unknown Lands, Holiday House, 1956.
- Young Squire Morgan, Ives Washburn, 1956.
- Lights Over Skeleton Ridge, Ives Washburn, 1957.
- Third String Center, Ives Washburn, 1960.
- Battle for King's Mountain, Ives Washburn, 1962.
- Clash on the Catawba, Ives Washburn, 1962.
- Rifles at Ramsour's Mill: A Tale of the Revolutionary War, Ives Washburn, 1962.
- Not at These Hands, G. P. Putnam's Sons, 1962.
- Settlement on Shocco: Adventures in Colonial Carolina, J. F. Blair, 1963.
- The River Pirates, Ives Washburn, 1963.
- The South Fork Rangers, Ives Washburn, 1963.
- The Master of Scare Hollow, Ives Washburn, 1964.
- Mystery at Bear Paw Gap, Ives Washburn, 1965.
- The Great Riverboat Race: A Tale of the Natchez and the Robert E. Lee, Ives Washburn, 1965.
- Battle at Bear Paw Gap, Ives Washburn, 1966.
- The Specter of Bear Paw Gap, Ives Washburn, 1966.
- Jamestown Adventure, Ives Washburn, 1967.
- Carolina Pirate, Ives Washburn, 1968.
- Brave Horse: The Story of Janus, World Famous Horse Story Library, Holt, Rinehart and Winston, 1968.
- Mountain Feud, Ives Washburn, 1969.
- Frontier Reporter, Ives Washburn, 1969.
- Napoleon of the West: A Story of the Aaron Burr Conspiracy, Ives Washburn, 1970.
- Fast Break Five, Ives Washburn, 1971.

### Raccolte di racconti
- Worse Things Waiting, Carcosa, 1973. Comprende due poesie, ventisei racconti giovanili e il dittico del Sergente Jaeger per un totale di ventotto testi, con un'introduzione di Wellman stesso e illustrazioni di Lee Brown Coye.
- Lonely Vigils, Carcosa, 1981. Comprende il ciclo del giudice Pursuivant (quattro episodi), il ciclo originario di John Thunstone (quindici episodi) e un racconto autoconclusivo per un totale di venti testi, con un'introduzione di Wellman stesso e illustrazioni di George Evans.
- The Valley So Low: Southern Mountain Stories, Doubleday, 1987. Comprende l'ultimo nucleo dei racconti di John the Balladeer (sei racconti), l'ultimo racconto di John Thunstone, tre episodi (su quattro) del ciclo di Lee Cobbett, cinque episodi (su sei) del ciclo degli Appalachi Meridionali, e otto racconti autoconclusivi per un totale di ventitré testi, con un'introduzione di Karl Edward Wagner.
- Twice in Time, a cura di Karl Edward Wagner, Baen Books, 1988. Volume doppio contenente il romanzo Twice in Time e la novella The Timeless Tomorrow, composti da Wellman, e una poesia di Leah Bodine Drake.
- Strangers on the Heights, Night Shade Books, 2004. Volume doppio contenente le novelle Strangers on the Heights e Nuisance Value.
- A Wellman Duo ... Devil's Asteroid & The Golgotha Dancers, Spastic Cat Press, 2011. Comprende due racconti.
- West Point 3000 A.D. and The Invading Asteroid, Pulpville Press, 2012. Comprende la novella West Point 3000 A.D. e un racconto.

### Saggistica
- Giant in Gray: A Biography of Wade Hampton of South Carolina, Charles Scribner's Sons, 1949.
- Dead and Gone: Classic Crimes of North Carolina, University of North Carolina Press, 1954.
- Rebel Boast: First at Bethel, Last at Appomattox, primo editore incerto, 1956.
- Fastest on the River: The Great Race Between the "Natchez" and the "Robert E Lee", Henry Holt, 1957.
- The County of Warren, North Carolina, 1586-1917, University of North Carolina Press, 1959.
- They Took Their Stand: The Founders of the Confederacy, G. P. Putnam's Sons, 1959.
- Harpers Ferry: Prize of War, McNally of Charlotte, 1960.
- The County of Moore, 1847-1947: A North Carolina Region's Second Hundred Years, Moore County Historical Association, 1962.
- The Kingdom of Madison: A Southern Mountain Fastness and Its People, University of North Carolina Press, 1973.
- The Story of Moore County: Two Centuries of a North Carolina Region, Moore County Historical Association, 1974.
- Winston-Salem in History: A City's Culture – Painting, Music, Literature, Historic Winston, 1976.
- Winston-Salem in History: Industry and Commerce, 1766-1896, Historic Winston, 1976.